# Rheinland-Pfälzisches Freilichtmuseum Bad Sobernheim

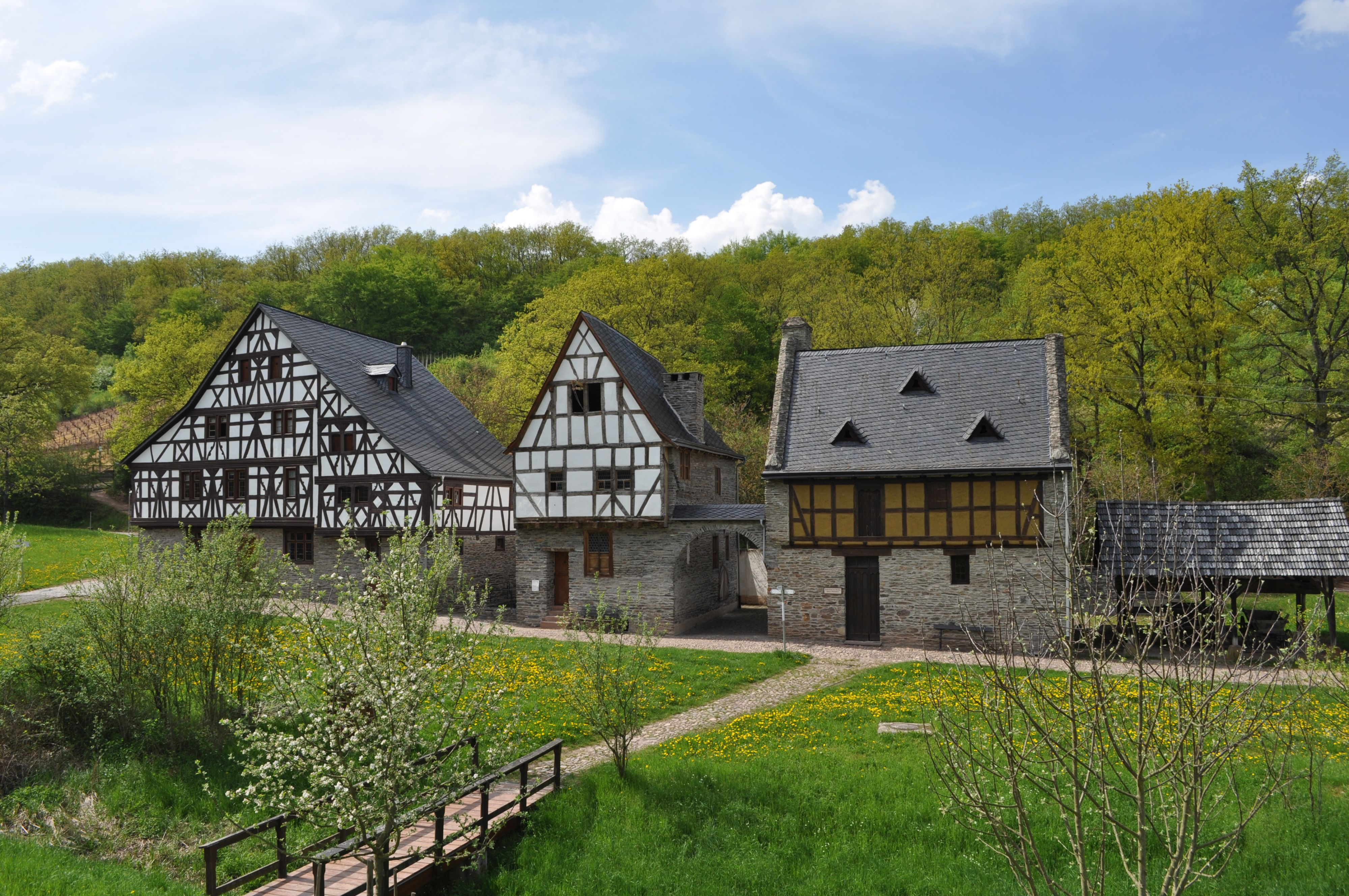
Haus Enkirch mit dem "WeinKulturGut", Haus Zell-Merl und Kelterhaus Bruttig mit der Ausstellung "Lebensmitte Wein".

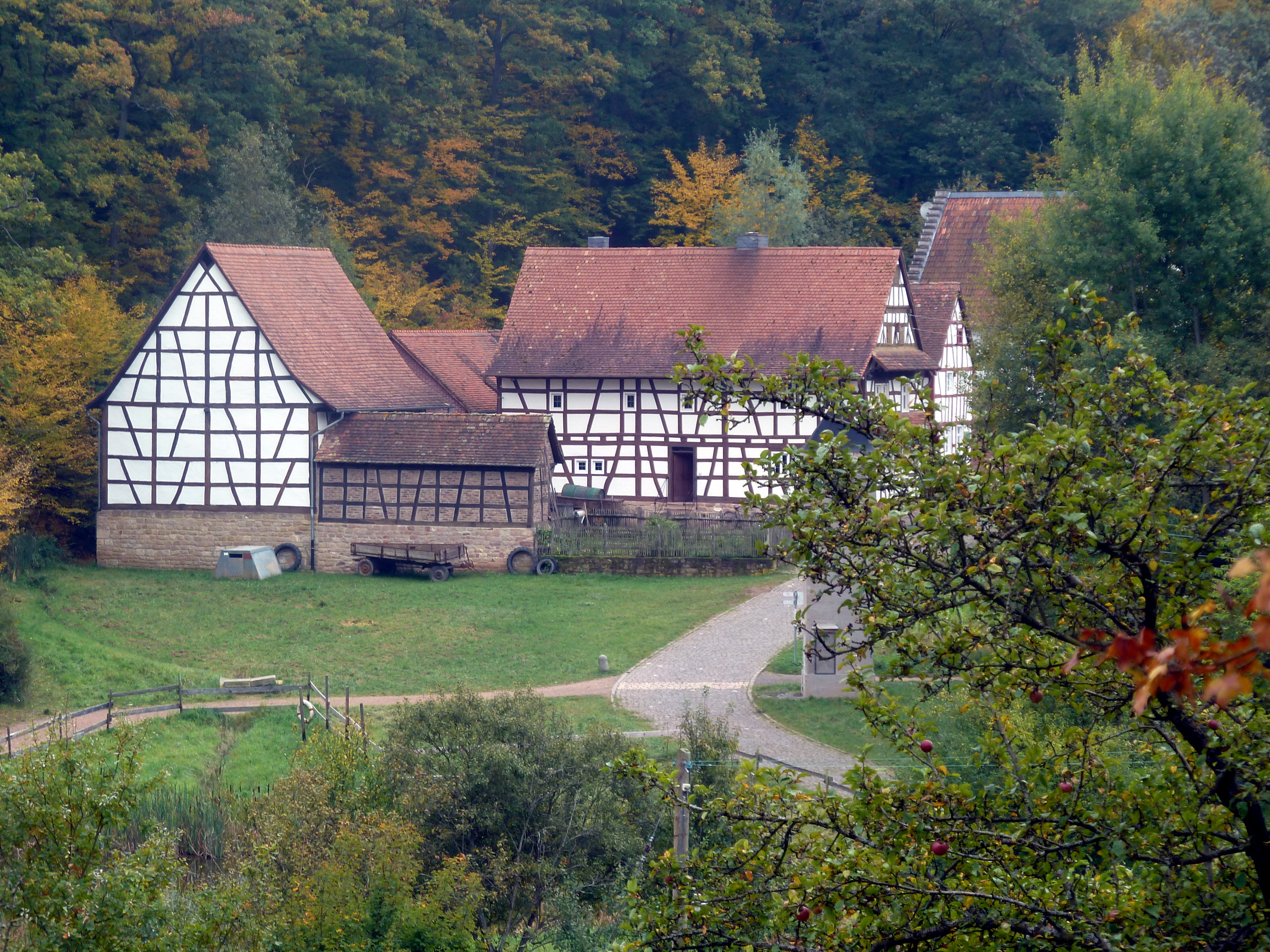
Haus Neuburg

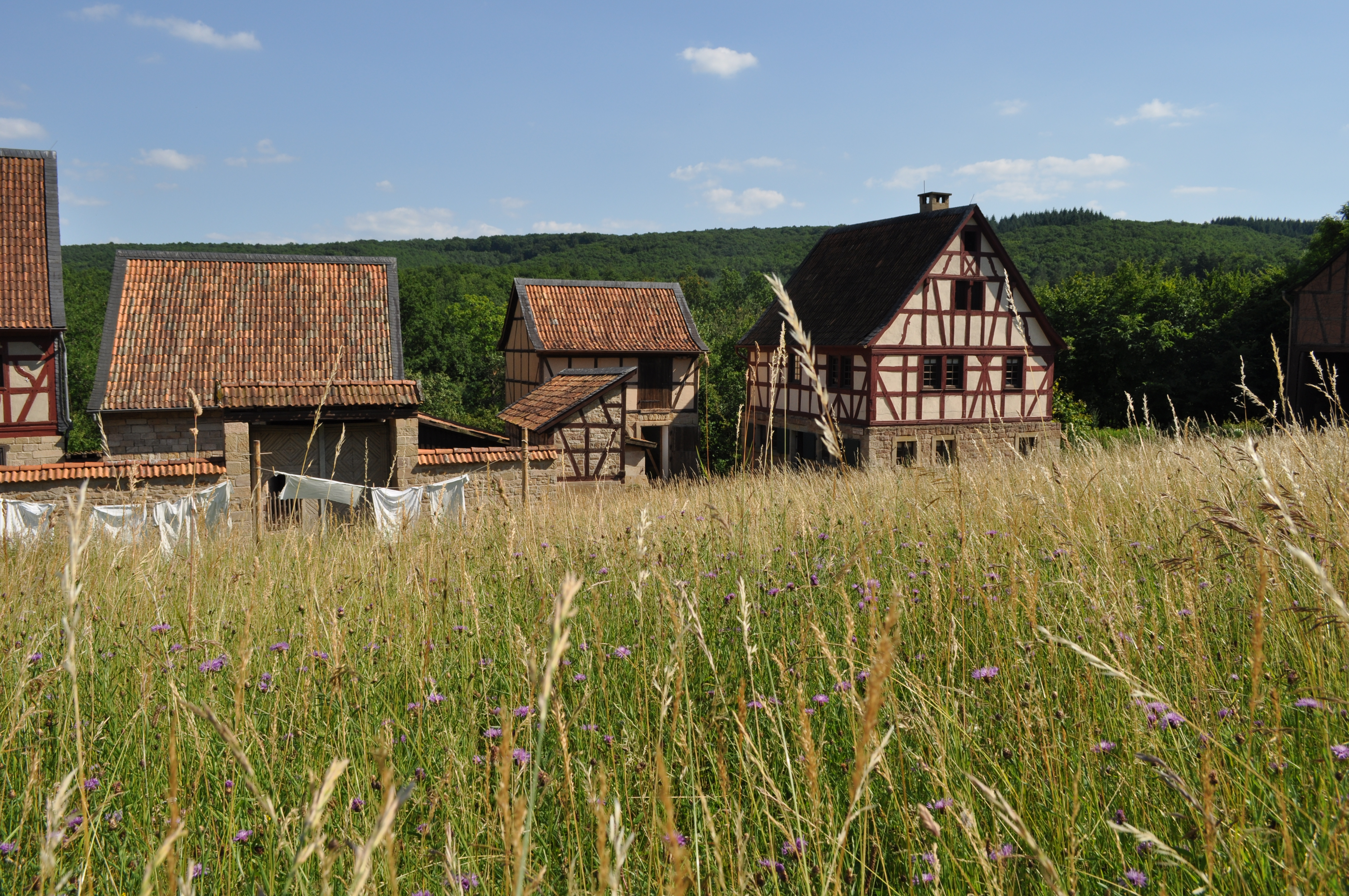
Blick auf das "Schusterhaus Wallhausen".

Das Rheinland-Pfälzische Freilichtmuseum in Bad Sobernheim ist ein mittelgroßes Freilandmuseum in Deutschland. Ursprünglich als zentrales Freilichtmuseum für Rheinland-Pfalz geplant, ist es heute zusammen mit dem etwa gleich großen Freilichtmuseum Roscheider Hof in Konz und dem deutlich kleineren Landschaftsmuseum Westerwald in Hachenburg eines von drei Museen dieser Art in Rheinland-Pfalz.
Vier vollständige Dörfer wurden hier aufgebaut, um das einstige Dorfleben in den verschiedenen Regionen des Bundeslandes zu demonstrieren. Die vier Dörfer, für die insgesamt 36 historische Gebäude an verschiedenen Standorten ab- und originalgetreu wieder aufgebaut wurden, stehen für die Regionen Hunsrück/Nahe, Mittelrhein/Westerwald, Mosel/Eifel sowie Rheinhessen/Pfalz.

## Geschichte
1972 wurde Bad Sobernheim von der Landesregierung von Rheinland-Pfalz als Standort ausgewählt. Die Stadt stellte das Nachtigallental zur Verfügung. Das erste Gebäude für das Museum wurde 1975 abgebaut.
In der Nacht zum 20. September 2011 brach auf dem Bauhofgelände des Freilichtmuseums ein Feuer aus. Dort lagerten Bauteile von etwa 15 historischen Häusern aus ganz Rheinland-Pfalz, die noch auf dem Gelände des Freilichtmuseums aufgebaut werden sollten. Es entstand ein Schaden von mehreren hunderttausend Euro.